# نيك وورد
نيك وورد (بالإنجليزية: Nick Ward)‏ (24 مارس 1985 ببرث في أستراليا - ) هو لاعب كرة قدم أسترالي في مركز الوسط. شارك مع منتخب أستراليا تحت 20 سنة لكرة القدم ومنتخب أستراليا الوطني لكرة القدم تحت 23 سنة. أما مع النوادي، فقد لعب مع برايتون أند هوف ألبيون وكوينز بارك رينجرز ونادي برث غلوري ونادي ملبورن فيكتوري ونادي ويلينغتون فينيكس ونيوكاسل يونايتد جتس وG.S. Iraklis Thessaloniki ‏ ونادي إيراكليس وStirling Macedonia FC ‏.

## وصلات خارجية
- نيك وورد على موقع قاعدة بيانات كرة القدم.إي يو (الإنجليزية)
- نيك وورد على موقع Soccerbase.com (لاعب) (الإنجليزية)
- نيك وورد على موقع Soccerway.com (الإنجليزية)
- نيك وورد على موقع عالم كرة القدم.نت (الإنجليزية)